# 米洛鎮區 (伊利諾伊州比羅縣)
米洛鎮區（英語：Milo Township）是位於美國伊利諾伊州比羅縣的一個行政鎮區。

## 地方資料
根據2010年美國人口普查的數據，米洛鎮區的面積為90.60平方千米，當中陸地面積為90.57平方千米，而水域面積為0.03平方千米。當地共有人口207人，而人口密度為每平方千米2.28人。